# Der Flügel
Der Flügel (en alemany "l'Ala") fou una facció d'extrema dreta dins del partit polític Alternativa per Alemanya (Alternative für Deutschland, AfD). El grup estava dirigit per Björn Höcke i Andreas Kalbitz. El consell executiu d’AfD va proposar el cessament de l'activitat i la dissolució de Der Flügel a finals d’abril de 2020.

## Història
El document fundacional de Der Flügel, la Declaració d'Erfurt del 2015, descriu l'AfD com un "moviment de resistència contra la nova erosió de la identitat d'Alemanya". Henry Bernhard va escriure el 2019 que la radicalització del grup era evident a les reunions anuals del grup (Kyffhäusertreffen), i el grup acceptava cada vegada més "racisme, islamofòbia, antisemitisme, xenofòbia, revisionisme històric" i la minimització dels crims nazis. Höcke i Kalbitz són controvertits pels seus vincles amb grups neonazis.
El grup va assolir una posició dominant a les associacions d'Alternativa per Alemanya de diversos estats a l'est del país, particularment Brandenburg, Saxònia, Saxònia-Anhalt i Turíngia. El 2020, es calculava que el grup comptava amb uns 7.000 membres, la qual cosa constituïa una cinquena part dels membres totals de l' AfD. El grup ha estat objecte de baralles internes del partit dins d'Alternativa per Alemanya, on els moderats del partit s'han oposat a la influència d'elements extremistes. Els líders polítics de l'AfD, com el seu president, Jörg Meuthen, van criticar el "culte a la personalitat" de Höcke, però no necessàriament les seves posicions polítiques d'extrema dreta.
L'Oficina Federal per a la Protecció de la Constitució (BfV) va classificar Der Flügel el gener de 2019 com un suposat cas d’extremisme de dretes, ja que el seu "concepte de política propagada tenia com a objectiu l'exclusió, el menyspreu i els drets de gran abast dels estrangers, els migrants, especialment els musulmans i les persones que discrepen políticament". El març de 2020, el BfV va classificar Der Flügel com "un esforç extremista de dretes contra l'ordre bàsic democràtic lliure "que era incompatible amb la Llei fonamental per a la República Federal d'Alemanya i va situar el grup sota vigilància. Després de l'anunci del BfV, els líders nacionals de l' AfD van exigir la dissolució de Der Flügel i Höcke i Kalbitz van demanar als membres que "cessessin les seves activitats". No obstant això, no es va demanar als membres de Der Flügel que abandonessin Alternativa per Alemanya i, en el seu anunci de la dissolució del grup, Höcke i Kalbitz, van escriure que, "En principi, no és possible dissoldre allò que no existeix formalment". Tots dos també va mantenir les seves posicions de lideratge en dues de les associacions estatals de l'AfD.